# Condado de Wise (Texas)
O Condado de Wise é um dos 254 condados do estado norte-americano do Texas. A sede do condado é Decatur, e sua maior cidade é Decatur.
O condado possui uma área de 2 390 km² (dos quais 47 km² estão cobertos por água), uma população de 48 793 habitantes, e uma densidade populacional de 21 hab/km² (segundo o censo nacional de 2000).
O condado foi criado em 1856.